# Almudena Ramón Cueto
Almudena Ramón Cueto (Valladolid, 28 de junio de 1963) es una doctora en medicina y científica española. Trabaja en el Centro de Innovación Médica en Regeneración Medular (CIMERM), una empresa privada, donde investiga la utilización de células glía envolventes olfatorias para reparar lesiones de la médula espinal. No obstante, su trabajo está rodeado de numerosas polémicas por la metodología que emplea y por sus fuentes de financiación. En mayo de 2018 fue detenida por la guardia civil en el marco de la operación 'Summas' acusada de estafar más de un millón de euros a cien personas, cuatro de ellos menores de edad, con falsos tratamientos para curar lesiones medulares.

## Trayectoria profesional
Se licenció en Medicina y Cirugía en la Universidad de Valladolid en 1987 y dedicó dos años de investigación en la Universidad de California, en Irvine. A su regreso ingresó en el Instituto Cajal de Madrid, del Consejo Superior de Investigaciones Científicas. Se doctoró por la Universidad Autónoma de Madrid en 1993. Entre 1995 y 1999 trabajó en el Centro de Biología Molecular Severo Ochoa, hasta que obtuvo una plaza en el Instituto de Biomedicina de Valencia. Ha desarrollado investigación científica con la Universidad de Los Ángeles (UCLA), financiada por el National Institutes of Health de Estados Unidos (NIH), sobre técnicas de activación medular.
En mayo de 2018 fue detenida por estafas con falsas terapias para lesiones medulares acusada de estafar más de un millón de euros a más de 200 personas.

## Investigación
En 1992 publicó un artículo en la revista Neuroscience en el que describía la posibilidad de obtener células llamadas glía envolvente olfatoria de mamíferos adultos, no células madre sino células adultas. Dos años después publicó, junto a Manuel Nieto-Sampedro, un artículo en la revista Experimental Neurology; en él demostraban que introducir esas células en la médula espinal permitía regenerar axones de nervios periféricos lesionados en su interior. En 1998 probó la eficacia reparadora de la glía envolvente olfatoria en lesiones traumáticas severas, mostrando que los axones seccionados medulares crecían, cruzaban la zona de la lesión y regeneraban en el interior de la médula.
En 2000 publicó, a través de la revista Neuron, que los axones de las neuronas no solo regeneran sino que los animales parapléjicos que recibían los trasplantes recuperaban la movilidad y la sensibilidad. En 2006 demostró, junto con el doctor Juan Moliner, que en un mono con lesión medular completa, la señal nerviosa pasaba a través de la zona dañada si se trasplantaban células glía envolventes olfatorias antes en la médula. Al año siguiente presentó un trabajo en la Sociedad Americana de Neurociencia en el que mostraba que usando células adultas de la glía envolvente olfatoria permitía la recuperación funcional de primates no humanos.
En 2008 publicó un trabajo en el que describía que los músculos de los animales parapléjicos también se recuperaban de su atrofia con la terapia. Ese mismo año probó que se podían obtener células del bulbo olfatorio del animal enfermo, y por tanto no era necesaria su modificación genética. En 2009 señaló que su técnica funcionaba también durante la fase crónica, cuando el problema existía desde hace tiempo; mamíferos parapléjicos con lesión crónica volvían a caminar tras ser tratados. En 2011 comunicaba en Experimental Neurology que todo estaba dispuesto para aplicar la terapia en personas.
En 2012 los doctores Geoffrey Raisman y Pawel Tabakow aplicaron por primera vez el tratamiento de Almudena Ramón a un bombero polaco, lesionado medular paralizado de cintura para abajo, consiguiendo que el paciente volviera a andar. En 2014, la doctora diseñó la Terapia Regenerativa Medular para personas con lesión de la médula espinal, y desde septiembre de 2014 la pone en práctica en humanos en el Centro de Innovación Médica en Regeneración Medular (CIMERM), en el hospital IMED de Elche.

## Polémicas
El desarrollo de su investigación no ha estado exento de polémica. En 2006 presentó una querella contra Rubén Moreno, futuro Secretario de Estado de Relaciones con las Cortes (2017) y director del Centro de Investigación Príncipe Felipe de Valencia, y en el que ella trabajó entre 2000 y 2006; en la que le acusaba de falsedad, apropiación indebida, delito contra la propiedad intelectual, trato degradante y coacción, acusaciones que fueron desestimadas por el juez, siendo condenado por acoso, aunque posteriormente revocado en casación. Ese mismo año denunció la interrupción de sus investigaciones debido a que el mono con el que estaban investigando había sido sacrificado; el motivo expuesto fue el sufrimiento del animal, mientras que Ramón Cueto señalaba que el macaco estaba en perfecto estado. También descubrió que una colaboradora suya, Victoria Moreno, había utilizado células de las investigaciones para modificarlas genéticamente, por lo que fue acusada de un presunto delito de estafa.
A pesar de que en aquel momento no había podido demostrar la eficacia de la terapia en monos, el Proyecto Lázarus —impulsado por el padre de un joven tetrapléjico— lanzó una campaña con el objetivo de recaudar fondos (700 000 euros) para aplicar el tratamiento de Ramón Cueto en personas. Esta campaña no fue bien acogida por altos cargos de la Comunidad Valenciana y responsables del CSIC, que temían que la recaudación no se hiciera de forma transparente y que estuviesen generando falsas expectativas a los pacientes. Finalmente, los recelos sobre la doctora Ramón Cueto se confirmaron y Proyecto Lázarus, antes de transferir cantidad alguna, rompió sus relaciones con ella como consecuencia de la falta de transparencia del destino de los fondos recaudados.
Su trabajo también ha despertado desconfianza entre algunos miembros de la comunidad científica, como Manuel Nieto Sampedro, que le achacaba falta de ética y consideraba una osadía intentar la terapia con humanos cuando no había obtenido resultados con monos.

## Reconocimientos
- Medalla de Oro de la Comunidad de Madrid (2000) [Entregada a todo equipo de investigadores que dirigía, por sus hallazgos relacionados con la recuperación de células medulares].[32]